# Pożar endogeniczny
Pożar endogeniczny powstaje w kopalniach w wyniku samozapalenia węgla spowodowanego niemożnością odprowadzania ciepła z utleniania. Często nie dochodzi do występowania otwartego ognia a pożar objawia się wydzielaniem gazów (stężenie tlenku węgla powyżej 0,0026% jeśli objawy te nie pochodzą od procesów technologicznych).
Metody zwalczania pożarów:
- aktywne (gaśnica, woda, piana)
- pasywne (tamy:tymczasowe, ostateczne)
- kombinowane